# Guy Rodgers
Guy William Rodgers (ur. 1 września 1935 w Filadelfii, zm. 19 lutego 2001 w Los Angeles) – amerykański koszykarz, obrońca, kilkukrotny uczestnik NBA All-Star Games, członek Koszykarskiej Galerii Sław im. Jamesa Naismitha.
W latach 1959–1964 występował u boku Wilta Chamberlaina. Asystował mu także w spotkaniu, podczas którego zdobył 100 punktów. Rodgers zanotował wtedy 20 asyst.
14 marca 1963 wyrównał rekord NBA należący do Boba Cousy'ego, notując 28 asyst w spotkaniu z St. Louis Hawks. Rezultat ten został poprawiony dopiero po 15 latach. Nadal jednak jest to trzeci wynik w historii ligi, uzyskany w pojedynczym spotkaniu.
W trakcie całej swojej kariery Rodgers zostawał dwukrotnie liderem NBA pod względem asyst (1963, 1967). Sześciokrotnie plasował się też na drugiej pozycji, w 1960 roku tuż za Bobem Cousym, natomiast w pozostałych przypadkach, tuż za Oscarem Robertsonem (1961–1962, 1964–1966).

## Osiągnięcia
NCAA
- 2-krotny uczestnik NCAA Final Four (1956, 1958)[2]
- 3-krotny laureat nagrody im. Roberta V. Geaseya (1956–1958)[6]
- Wybrany do:
  - I składu:
    - All-American (1958)[7]
    - turnieju NCAA (1958)[2]

  - II składu All-American (1957)[7]
  - Galerii Sław Sportu Filadelfii – Philadelphia Sports Hall of Fame Class (2005)
- Uczelnia zastrzegła należący do niego numer 5[3]

NBA
- Finalista NBA (1964)[8]
- 4-krotny uczestnik NBA All-Star Game (1963–1964, 1966–1967)[1]
- 2-krotny lider NBA w asystach (1963, 1967)[5]
- Wybrany do Koszykarskiej Galerii Sław (Naismith Memorial Basketball Hall Of Fame – 2014)[2]